# Kleehof (Gemeinde Zwettl-Niederösterreich)
Kleehof ist eine Ortschaft in Niederösterreich und eine Katastralgemeinde der Stadtgemeinde Zwettl-Niederösterreich. Am 1. Jänner 2024 hatte die Ortschaft 26 Einwohner auf einer Fläche von 0,67 km².

## Geografie
Kleehof liegt in einer Entfernung von etwa sechs Kilometern südöstlich des Stadtzentrums von Zwettl und ist durch den Postbus unweit des Ortes mit dem österreichischen Überlandbusnetz verbunden.
Das Gemeindegebiet grenzt westlich und nördlich an die Katastralgemeinde Rudmanns, im Osten an Friedersbach und Eschabruck sowie südlich an Kleinschönau.

## Geschichte
1208 schenkte Hadmar II. von Kuenring dem Stift Zwettl vier Mansen Land in der Nähe von Rudmanns, die später in einen Hof umgewandelt wurden. Der Ort wurde um 1280 als Chlebdorf zum ersten Mal urkundlich erwähnt. Die heutige Namensform ist erstmals aus dem Jahr 1430 nachweisbar. Der Name bedeutet möglicherweise „Dorf, in dem Klee angebaut wird“. Eine andere Etymologie erklärt die Herkunft des Ortsnamens aus einer Ableitung von dem slawischen Wort chleb, das auf Deutsch „Brot“ oder „Laib“ bedeutet.